# Rolls-Royce Corniche (2000)
El Rolls-Royce Corniche es un coche de lujo dos-puertas con cuatro asientos cabriolet, construido en el Reino Unido entre 2000 y 2002. Coche insignia de Rolls-Royce, fue el quinto modelo en llevar el nombre Corniche en su debut en enero de 2000. En el momento de su lanzamiento, era el vehículo más caro ofrecido por Rolls-Royce, con un precio base de US$359.900. Detalles de estilo fueron tomados del Rolls-Royce Silver Seraph sedán, pero comparte poco de la mecánica con ese coche de motor BMW. En su lugar, la carrocería del Corniche se colocó sobre la antigua plataforma utilizado por el Bentley Azure, de estilo similar, haciéndolo el único Rolls-Royce en descender de un Bentley en lugar de al revés.

## Detalles técnicos
El Corniche de 2000-2002 es alimentado por un motor V8 de 325 CV (240 kW) 6.75 L turbo. El motor del Corniche es capaz de proporcionar 738 N·m (544 lb·pie) de par motor a 2.100 rpm. El coche es operado vía una transmisión automática de 4-velocidades. Tiene una velocidad máxima de 135 mph (215 km/h) y un tiempo de aceleración de 0-60 mph de ocho segundos. El convertible, pesando 6.836 lb (3.101 kg), fue construido pensando más en el confort que en la velocidad.
El Corniche vino equipado con todo el lujo y refinamiento característico de Rolls-Royce. El coche tiene un interior de cuero Connolly, alfombras de lana Wilton, indicadores cromados y una amplia gama de adornos de maderas exóticas. Un sistema de control automático de temperatura dual, intercambiador de CD de seis platos, faros automáticos y control automático de marcha son estándar.

## Antecedentes históricos
El Corniche fue el único nuevo Rolls-Royce desarrollado bajo la propiedad de Volkswagen, antes que la marca pasara a BMW en 2003. Todos los Corniches fueron construidos artesanalmente a mano. El coche era considerado una versión ligeramente más suave, e incluso más exclusiva, del Bentley Azure.
El último Rolls-Royce Corniche salió de la línea de ensamblaje el 30 de agosto de 2002. Este fue el último Rolls-Royce construido en la planta de Crewe antes de que esta pasara a la producción enteramente de modelos Bentley. Solo se construyeron 347 Corniche de quinta generación.